# أوتش غنبد خان (طغامين)
أوتش غنبد خان (بالفارسية: اوچ گنبدخان) هي قرية تقع في إيران في قسم طغامین الريفي. يقدر عدد سكانها بـ 251 نسمة بحسب إحصاء 2016.